# Graptoppia paradoxa
Graptoppia paradoxa är en kvalsterart som beskrevs av Ivan och Vasiliu 1997. Graptoppia paradoxa ingår i släktet Graptoppia och familjen Oppiidae. Inga underarter finns listade i Catalogue of Life.